# درآمدی بر فلسفه ریاضی
درآمدی بر فلسفه ریاضی کتابی از مارک کالیوان است که در آن مقدمه‌ای بر فلسفه ریاضیات با تمرکز بر بحث‌های معاصر از جمله رئالیسم/ضد‌رئالیسم، تبیین ریاضیاتی، محدودیت‌های ریاضیات، اهمیت ریاضیات نمادگذاری، ریاضیات ناسازگار و کاربردهای ریاضیات ارائه می‌شود.